# Banayoyo
Banayoyo (Bayan ng Banayoyo) är en kommun i Filippinerna. Kommunen ligger på ön Luzon och tillhör provinsen Södra Ilocos. Folkmängden uppgår till 6 728 invånare.
Banayoyo är indelat i 14 barangayer.